# Henry Sanfourche
Henry Sanfourche, född 24 mars 1775 i Sarlat, död 10 april 1841 i Sarlat, var en fransk överste.